# 周燮藩
周燮藩（1945年—），中国伊斯兰教研究专家，中国社会科学院研究员。浙江慈溪人。

## 简介
1945年1月，出生。1967年，周燮藩毕业于北京大学历史系。1978年，入读中国社会科学院研究生院，在宗教研究系专攻伊斯兰教专业。1981年，毕业于中国社会科学院研究生院，获得哲学硕士学位。毕业后，就职于中国社会科学院世界宗教研究所，从事伊斯兰教研究工作。1987年-1988年，在瑞典隆德大学宗教史系从事教学工作。
现为中国社会科学院伊斯兰教研究室主任，并担任教授。主要研究领域为早期伊斯兰教历史，伊斯兰教教法，苏菲主义和近代、现代伊斯兰教状况。

## 著作
- 《伊斯兰教概论》
- 《宗教学通论》
- 《伊斯兰教史》
- 《伊斯兰教与经济研究文集》
- 《伊斯兰教文化面面观》
- 《中国的基督教》
- 《伊斯兰教在中国》